# Durgeon
Der Durgeon ist ein Fluss in Frankreich, der im Département Haute-Saône in der Region Bourgogne-Franche-Comté verläuft. Er entspringt im Gemeindegebiet von Genevrey, entwässert generell in südwestlicher Richtung und mündet nach rund 42 Kilometern bei Chemilly als linker Nebenfluss in die Saône.

## Orte am Fluss
- Genevrey
- Mailleroncourt-Charette
- Colombier
- Vesoul
- Vaivre-et-Montoille
- Montigny-lès-Vesoul
- Pontcey
- Chemilly